# 中央區 (札幌市)
中央区（日语：／ Chūō ku */?）是位於札幌市中央部位的區，為札幌的機能中心；從明治時代札幌建城以來，就被規劃為札幌的中心市區，因此如同棋盤般的整齊道路規劃就成為此區的最大特徵。北海道政府、日本政府的北海道分支機關、北海道當地企業的本社、日本企業的北海道分公司多設於此；此外也有許多歷史建築位於此區。

## 歷史
札幌的開拓歷史，也就等同中央區的開拓歷史；1869年北海道設置開拓使後，島義勇判官規劃建設札幌為北海道的行政中心，並在兩年後完成早期札幌的都市計劃。以渡島通（現在的南一條通）和大友堀（現在的創成川通）交叉點為中心，向四周規劃到路，並在中心區設置東西向寬約105公尺的防火線（現在的大通公園），北側規劃為政府土地，南側規劃為私人土地。

### 年表
- 1871年：開拓使完成初步的市區規劃。
- 1972年4月1日：札幌市成為政令指定都市，同時設置中央區。